# Fülöpháza
Fülöpháza község Bács-Kiskun vármegye Kecskeméti járásában.

## Fekvése
A Kiskunság keleti részén fekszik, Kecskeméttől nyugatra. A szomszédos települések: északkelet felől Kerekegyháza, délkelet felől Ballószög, dél felől Ágasegyháza, nyugat felől pedig Fülöpszállás és Szabadszállás.
Közigazgatási területének csaknem a fele – a belterületétől nyugatra eső területrészének majdnem az egésze – a Kiskunsági Nemzeti Park Fülöpházi homokbuckák (vagy Fülöpházi buckavidék) nevű részegységéhez tartozó, szigorúan védett terület.

### Megközelítése
Az 52-es főút közelében, attól mintegy 2 kilométerre északra fekszik, onnan az 5215-ös számú bekötőúton közelíthető meg. Közigazgatási területét érinti még az 5214-es és az 5301-es út is.

## Története
A mai község területe a török uralom alatt elnéptelenedett és Kerekegyháza puszta része lett. A Jászkun kerület 18. századi önmegváltásakor Kerekegyháza pusztának a ma Fülöpházát alkotó negyedrészét Fülöpszállás lakói váltották meg és a továbbiakban ők birtokolták. A 19. század végén, az önálló puszták megszüntetésekor a területet a birtokos községhez csatolták.
Fülöpháza 1948-ban alakult önálló községgé elszakadva Fülöpszállástól.
Ma a tanyasi turizmus van fellendülőben, több tanya is várja a látogatókat.

## Közélete

### Polgármesterei
- 1990–1994: Pesti Józsefné (független)[3]
- 1994–1998: Pesti Józsefné (független)[4]
- 1998–2002: Pesti Józsefné (független)[5]
- 2002–2006: Pesti Józsefné (független)[6]
- 2006–2010: Pesti Józsefné (független)[7]
- 2010–2014: Balogh József János (Fidesz-KDNP,[8] később független)
- 2014–2016: Balogh József János (független)[9]
- 2016–2019: Nagyné Balogh Csilla (független)[10]
- 2019–2024: Nagyné Balogh Csilla (független)[11]
- 2024– : Balogh József János (független)[1]

A településen 2016. október 2-án időközi polgármester-választást tartottak, az előző polgármester lemondása miatt.

## Népesség
A település népességének változása:
| Lakosok száma | 841  | 845  | 839  | 804  | 864  | 838  | 854  |
|               | 2013 | 2014 | 2018 | 2021 | 2022 | 2023 | 2024 |

A 2011-es népszámlálás során a lakosok 89,4%-a magyarnak, 1,6% németnek, 0,2% románnak, 0,2% ukránnak mondta magát (9,7% nem nyilatkozott; a kettős identitások miatt a végösszeg nagyobb lehet 100%-nál). A vallási megoszlás a következő volt: római katolikus 44,7%, református 21,2%, evangélikus 1%, felekezeten kívüli 10,2% (22,2% nem nyilatkozott).
2022-ben a lakosság 90,9%-a vallotta magát magyarnak, 1,6% németnek, 0,2% szlováknak, 0,2% cigánynak, 0,1% szerbnek, 0,1% ukránnak, 2% egyéb, nem hazai nemzetiségűnek (8,1% nem nyilatkozott; a kettős identitások miatt a végösszeg nagyobb lehet 100%-nál). Vallásuk szerint 31,9% volt római katolikus, 17,5% református, 1,9% evangélikus, 0,1% görög katolikus, 0,1% ortodox, 1,4% egyéb keresztény, 1,7% egyéb katolikus, 11,1% felekezeten kívüli (34,3% nem válaszolt).

## Nevezetességei
- A Magony-tanya Magyarország első olyan tanyája, amely a turizmus részére rendezkedett be.
- A község külterülete a Kiskunsági Nemzeti Park része, itt találhatóak a fülöpházi homokbuckák. A területnek gazdag élővilága van.